# アルトゥーロ・ディ・モディカ
アルトゥーロ・ディ・モディカ（1941年1月26日 - 2021年2月19日）は、NYウォール街のチャージング・ブルで広く知られているイタリア出身の彫刻家。「若きミケランジェロ」とも呼ばれた。

## 若い頃
アルトゥーロ・ディ・モディカは1941年1月26日、シチリア島ラグーザ県の小さな町ヴィットーリアで生まれ。父のジュゼッペは食料品店を経営し、母のアンジェラは主婦だった。 周囲の環境に触発されたディ・モディカは2017年にインタビューで、子供の頃は職人の工房でぶらぶらして、彼らがバスケットを編んだり、木製のカートを彫ったりするのを見るのが好きだったと語った。父親は彼が芸術家になることを認めなかったため、ディ・モディカは18歳で家出をし、電車でフィレンツェに行き、彫刻家としてのキャリアを追求した。

フィレンツェに到着すると、彼はフィレンツェ美術アカデミーに入学し、数年間裸体自由学校のコースに通った。生計を立てるために、病院のレントゲン部門や地元のガレージの整備士など、さまざまな仕事をした。地元の鋳造所を使う余裕がなかったため、彼は独自の鍛造工具や金属加工工具を作り、材料を再利用して、自宅に作った鋳造所で青銅を鋳造した。

## キャリア
ディ・モディカは1968年にヴィラ・メディチで粗い抽象的なブロンズ鋳造品の最初の大規模な展覧会を開催した。 1960年代後半までに、ディ・モディカはピエトラサンタでカラーラ大理石の制作を始め、そこでイギリスの彫刻家ヘンリー・ムーアと出会った。ディ・モディカを「若きミケランジェロ」と呼んだムーアは、後に新しいスタイルを生み出すディ・モディカに強い影響を与えることになる。1970年までに、ディ・モディカはフィレンツェの限界に不満を募らせ、自分のモダニズム的な考えを表現できないと感じていた。教師の助言により、彼はニューヨーク市に移住した。

### ニューヨーク到着(1970年)
ディ・モディカは、ボヘミアンアートシーンが台頭していることで有名なソーホーのグランドストリートに最初のスタジオを構えた。ここで彼は、スタジオの外の通りに大規模な大理石の作品を残すことで知られるようになった。また、この住所で、ディ・モディカは、スタジオのドアにスプレーペイントをしている若きグラフィティアーティスト、ジャン＝ミシェル・バスキア（別名SAMO ）を見つけた。 

### ロックフェラーセンターインスタレーション(1977年)
1977年、ディ・モディカはバッテリー・パークで大規模な展覧会を開催し、美術評論家のヒルトン・クレイマーを招待した。興味を示さなかったクレイマーは電話を切ったため、ディ・モディカはロックフェラー・センターの外に8体の巨大な抽象的な大理石の彫刻を違法に落とし、5番街を塞いで警察の注意を引いた。銃を抜いた4人の警官に囲まれたが、英語がまだ話せなかったディ・モディカは銃を押しのけ、説明の代わりにチラシを手渡した。騒ぎを聞きつけアーティストに会いたがったエイブ・ビーム市長が駆けつけ、25ドルの罰金を科せられた後、ディ・モディカは彫刻を一時的に展示場に置いておく許可を得た。このスタントは翌日のニューヨーク・ポスト紙の一面を飾り、アーティストにとって貴重な学習経験となった。  8体の彫刻はすべて売れた。

### クロスビーストリート54番地
1970年代の終わり頃、ディ・モディカは最初のスタジオからほど近い空き地、クロスビー・ストリート54番地を購入した。元の小屋を取り壊した後、廃材を使って新しい建物を建てたが、完全に自分の設計で、建築許可も得ていなかった。彼が使用した材料の中には、夜にクロスビー・ストリートを通って自分で取り付けて引きずり戻した7メートルの木材の梁や、牧師から400ドルで買った8,000個のレンガなどがあった。その後、再び必要な許可を得ずに地下2階を増築し、暗闇に紛れてこっそり瓦礫を撤去した。クロスビー・ストリートは彼の創作の中心地となり、彼はそこで暮らし、仕事をし、活気のあるアートパーティーやイベントを主催した。

### イル カヴァッロ、リンカーン センター (1988)
1970年代、ディ・モディカは抽象的な彫刻に焦点を合わせ、相反する素材を一つの作品にまとめることが多かった。しかし、1980年代初頭に彼の焦点は馬の形に移り、状況は一変した。トランプタワーに展示された1984年の磨き上げられたブロンズの馬に続いて、高さ約10.5フィートの馬が自分の尻尾を噛んでいる姿を描いたイル・カヴァッロが展示された。1988年のバレンタインデー、ディ・モディカは「私のバレンタインになって、NYラブAD」というメッセージが書かれた赤いシートに包まれた彫刻を、フェラーリの荷台に乗せてリンカーンセンターに届けた。ディ・モディカは後にこの作品のコピーをイタリア人デザイナーのロベルト・カヴァッリに販売した。

### チャージング・ブル（1987年 - 1989年）
1987 年 10 月 19 日、ブラック マンデーが米国の金融市場を襲い、国は非常に困難な時期を迎えました。ディ モディカは、米国が自分を受け入れ、成功を可能にしてくれたことに恩義を感じていると語りました。何か恩返しをしたいと考えた彼は、チャージング ブルの彫刻を思いつきました。ディ モディカはその後 2 年間をかけて 16 フィートのブロンズ像を制作し、伝えられるところによると 35 万ドルの費用は自分で負担しました。彫刻はクロスビー ストリートのスタジオで制作され、地元の鋳造所で鋳造されました。完成すると、ディ モディカは次の数晩、ウォール ストリートの警察のパトロールを監視し、好機を探しました。1989 年 12 月 15 日の夜明け前、ディ モディカは友人のグループとトラックの荷台に彫刻を載せて到着すると、彫刻を設置しようとしていたまさにその場所に、日中に高さ 40 フィートのクリスマス ツリーが設置されていました。警察のパトロールの合間にわずか 4 分しかなかったため、彼は「雄牛をツリーの下に落とせ。これは私からの贈り物だ」と宣言しました。この深夜の出来事は、ニューヨークポスト紙の一面を飾るなど、世界中でニュースとなった。
ディ・モディカは朝の通勤客を迎えるために彫刻のそばにいた。しかし、彼が昼食に出かけている間に、ニューヨーク証券取引所は彫刻の撤去を手配した。雄牛の復活を求める世論により、公園局長ヘンリー・スターンは12月20日にボーリンググリーンに彫刻を設置する手配をし、現在もそこに展示されている。
ディ・モディカの当初の構想は、彫刻に触れたすべての人に、困難を乗り越えて未来のために力強く決意を持って戦い続けるよう刺激を与えることだった。美術評論家で作家のアンソニー・ヘイデン・ゲストとの会話の中で、ディ・モディカは後に次のように説明した。
私が言いたいのは、状況が非常に悪いときに、今すぐに何かをしたいと思ったら、できるということを人々に示すことです。一人でもできます。強くならなければならないということです。

## 表現
ディ・モディカは、そのキャリアの大半を代理店を持たず、正式なアート市場の外で活動することを選んできました。2012年、彼はイギリスのアートディーラー、ジェイコブ・ハーマーと仕事を開始しました。2020年、ハーマーは、この芸術家の生涯と作品に関する本『アルトゥーロ・ディ・モディカ：最後の近代巨匠』を出版しました。

## アート市場
2000年代半ば、イギリスの実業家ジョー・ルイスがオリジナルのチャージング・ブル像を非公開の金額で購入した。売却の条件は、像がボーリンググリーンに残ることだった。ルイスはまた、まだ鋳造されていなかったエディション内の残りの彫刻を発注し、それらは彼の所有地のいくつかに展示されている。 2014年、ディ・モディカは16フィートのプラチナ製の雄牛に1200万ドルのオファーを受けたと報じられたが、取引は最終的に成立しなかった。 2018年10月、ディ・モディカの最初の主要作品がロンドンのフィリップスでオークションにかけられた。6フィートの磨き上げられたブロンズバージョンのチャージング・ブルは、エディション8の最初のもので、「1987–89」と刻印されていた。309,000ポンド（405,000ドル）で落札された。 2019年3月、ステンレススチール製のチャージング・ブルがニューヨークのサザビーズでオークションにかけられ、状態が悪かったにもかかわらず27万5000ドルで落札された。彼の代理人は、4フィートの彫刻が2013年にはすでに最高49万6000ドルで落札されていたことを確認している。

## その後の人生と死
2004年、63歳のディ・モディカは「創作すべき作品がたくさんある。あと15年、20年かけて何か美しいものを作りたい」と語った。それから間もなく、ディ・モディカは「新ルネサンス学校」と「ワイルド・ホース」という2つの新しいプロジェクトに同時に着手した。「新ルネサンス学校」は故郷のヴィットーリアにある12エーカーの彫刻学校である。ディ・モディカは、この学校が世界中の観光客を呼び込み、地元経済を活性化できる国際的な名所になると信じていた。 「ワイルド・ホース」は野心的なプロジェクトで、高さ140フィートのブロンズ製の馬2頭がイッパリ川にまたがるというものだった。死の直前、健康状態が悪かったにもかかわらず、ディ・モディカは高さ40フィートの試作品を完成させていた。
ディ・モディカは2021年2月19日、生まれ故郷のシチリア島ヴィットーリアで亡くなりました。彼は長年癌を患っていました 。ディ・モディカの葬儀の日は公式の追悼の日と宣言され、地元の人々が教会の外に集まり、棺が運び出されると拍手喝采しました。